# 新値足
新値足（しんねあし）は、株価のテクニカル分析において使用される指標。

## 概要
非時系列チャートの一種で、株価の終値を用い、上昇相場では以前の高値を抜いたときに、下降相場では以前の安値を下回ったときに初めて行を変え、新しい足を記入する。一般的に多用されるのは「新値三本足」で、高値や安値が続いているときは新しい足を次々に記入するが、相場の方向が上昇→下降、下降→上昇と変化したときは、すぐに足を書き入れない。